# Установка дегідрогенізації пропану в Mont Belvieu
Установка дегідрогенізації пропану в Mont Belvieu — підприємство нафтохімічної промисловості, створене компанією Enterprise Products в Техасі.
За три десятки кілометрів на схід від Х'юстона, в Mont Belvieu, знаходиться надпотужний центр фракціонування зріджених вуглеводневих газів, котрі надходять передусім з родовищ сланцевої формації Перміан (далі на захід, на стику Техасу та Нью-Мексико). Станом на середину 2010-х в Mont Belvieu перероблялось до 2 млн барелів ЗВГ на добу, забезпечуючи регіон великим ресурсом гомологів метану. Як наслідок, почалась модернізація різноманітних установок парового-крекінгу з метою максимального переведення на найбільш енергетично вигідну сировину — етан. Переробка останнього замість більш важких вуглеводневих фракцій одночасно призводила до зниження виходу більш важких олефінів, зокрема пропілену, при тому що піролізні установки традиційно були другим за значенням джерелом його виробництва після НПЗ (до того ж, вони давали більш високий за якістю продукт, придатний для полімеризації у поліпропілен).
Як наслідок вищезазначеного, в США почалось спорудження установок, головною продукцією яких був би саме пропілен. Для отримання останнього ще раніше розробили кілька технологій — наприклад, реалізовану в кінці 20 століття на установці компаній BASF і Total в Порт-Артурі конверсію олефінів. Але найбільш популярною серед них стала дегідрогенізація пропану, ресурс якого так само забезпечувала "сланцева революція". Одне з таких підприємств спорудила компанія Enterprise Products, розмістивши його прямо поряд з джерелом сировини в Mont Belvieu.
Первісно виробництво потужністю 750 тисяч тонн пропілену на рік планувалось ввести в експлуатацію осінню 2017-го, проте наслідки урагану Гарві затримали цей процес до початку наступного року.
Технологію гідрогенізації для установки Enterprise Products розробила компанія Lummus Technology.
Можливо відзначити, що власник установки також володіє двома пропіленопроводами, що сполучають Монт-Бельв'ю з південнотехаським містом Сідрифт та розташованою на схід від Техасу Луїзіаною — North Dean та Lou-Tex Propylene Pipeline. Обидва вони призначались для перекачування виробленого на нафтопереробних заводах пропілену більш низької, ніж потрібно для полімеризаці, якості — refinery-grade-propylene. Перший з них в 2017-му вже перепрофіліювали на транспортування більш якісного polymer-grade-propylene, який саме й виробляю установка дегідрогенізації. Те ж саме збираються зробити і з другим до 2020 року.